# Forțele armate ale Islandei

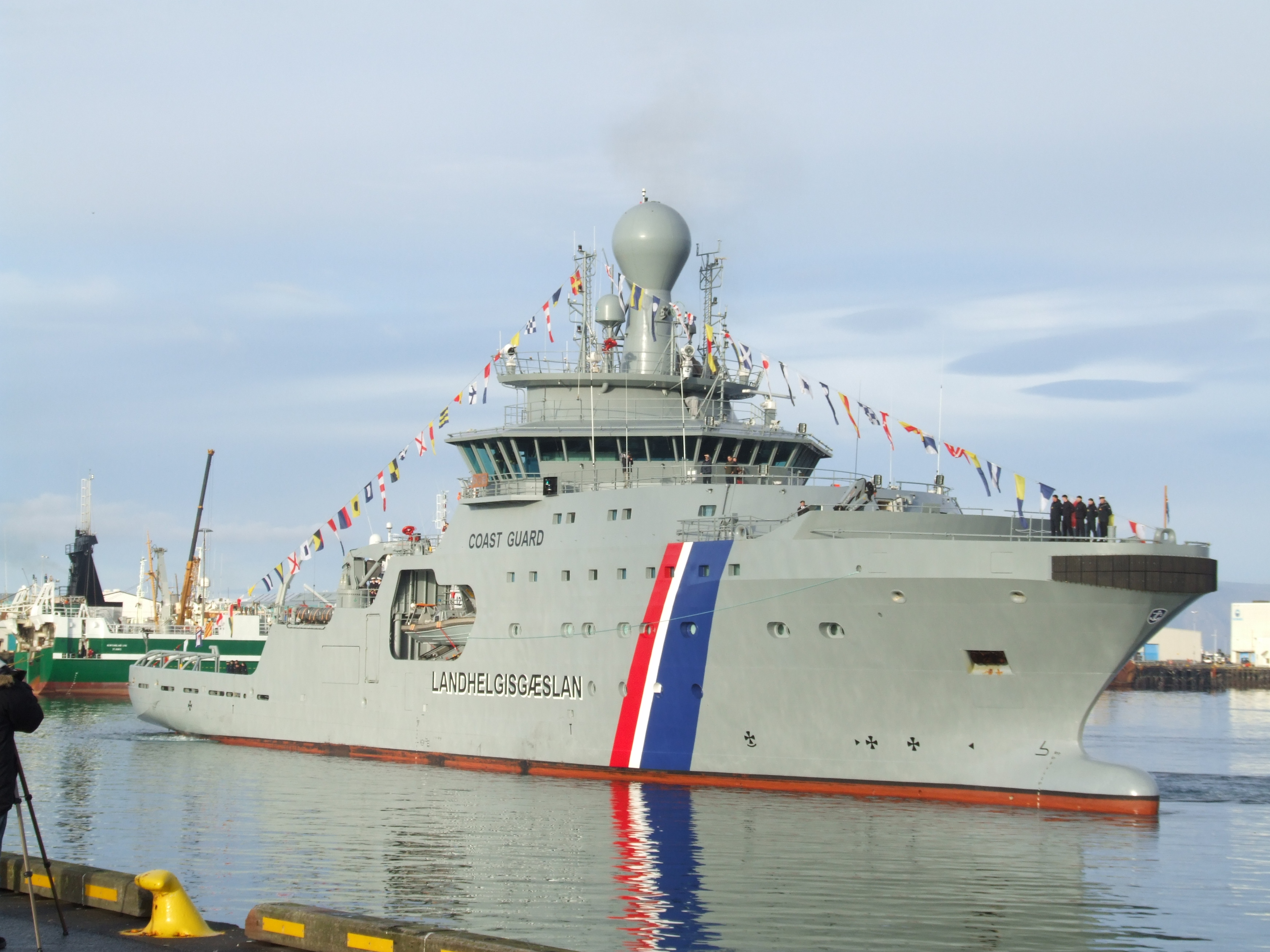
Navă amiral islandeză ICGV Þór, 27 octombrie 2011, Reykjavík

Apărarea Islandei constă în Garda de Coastă Islandeză, care patrulează apele islandeze și monitorizează spațiul aerian al acesteia, și alte servicii, cum ar fi Unitățile de securitate națională și forțe speciale ale comisarului național. Cu toate acestea, Islanda este singurul membru NATO care nu deține nicio armată permanentă.
Garda de Coastă este formată din trei nave și patru avioane și este înarmată cu arme de calibru mic, artilerie navală și stații radar de apărare aeriană. Garda de Coastă menține, de asemenea, Sistemul de Apărare Aeriană a Islandei, fost parte a Agenției de Apărare desființată, care efectuează supravegherea de la sol a spațiului aerian al Islandei.